# Phycomorpha
Genre
Phycomorpha est un genre de lépidoptères de la famille des Copromorphidae. 

## Liste d'espèces
Selon BioLib (24 août 2020) :
- Phycomorpha prasinochroa (Meyrick, 1906)

Selon Catalogue of Life (24 août 2020) :
- Phycomorpha bryophylla Meyrick, 1927
- Phycomorpha escharitis Meyrick, 1916
- Phycomorpha metachrysa Meyrick, 1914 - espèce type[3]

## Publication originale
- (en) Edward Meyrick, « Descriptions of New Zealand Lepidoptera », Transactions and Proceedings of the New Zealand Institute, vol. 46,‎ 1914, p. 101-118 (ISSN 1176-6158 et 2744-4120, lire en ligne).